# Diagramma di Venn

Diagramma di Venn che mostra quali glifi delle lettere alfabetiche maiuscole sono condivise dagli alfabeti greco, latino e russo.

Un diagramma di Venn (detto anche diagramma di Eulero-Venn) è un diagramma che mostra tutte le possibili relazioni logiche tra una collezione finita di insiemi differenti. Questo metodo è stato proposto nel 1880 dal matematico inglese John Venn in un articolo intitolato On the Diagrammatic and Mechanical Representation of Propositions and Reasonings.

## Generalità
Questi diagrammi raffigurano gli elementi come punti nel piano, e gli insiemi come regioni racchiuse da curve chiuse. Un diagramma di Venn è composto da multiple curve chiuse (di solito cerchi, se le curve sono al massimo tre) che si sovrappongono. I punti all'interno di una curva etichettata {\displaystyle S} rappresentano elementi dell'insieme {\displaystyle S}, mentre i punti all'esterno rappresentano gli elementi che non fanno parte di {\displaystyle S}. Così, per esempio, l'insieme di tutti gli elementi che sono membri di entrambi gli insiemi {\displaystyle S} e {\displaystyle T} ({\displaystyle S\cap T}) è visivamente rappresentato dall'area dove si sovrappongono le regioni {\displaystyle S} e {\displaystyle T}. Nei diagrammi di Venn le curve si sovrappongono in tutti i modi possibili, mostrando tutte le {\displaystyle 2^{n}} possibili relazioni tra gli insiemi; occorre infatti anche considerare la zona esterna a tutte le regioni. Sono pertanto un tipo speciale di diagramma di Eulero, ideato dal matematico svizzero nel XVIII secolo: addirittura, Venn nei suoi articoli chiama "euleriani" i suoi diagrammi. Sono usati per insegnare teoria degli insiemi elementare, oltre che per illustrare semplici relazioni tra insiemi in probabilità, logica, statistica, linguistica e informatica.
La differenza tra i diagrammi di Eulero e di Venn può essere vista nell'esempio seguente. Dati i tre insiemi
- {\displaystyle A=\{1,\,2,\,5\}}
- {\displaystyle B=\{1,\,6\}}
- {\displaystyle C=\{4,\,7\}}

i diagrammi rispettivamente di Eulero e Venn sono i seguenti:

diagramma di Eulero
diagramma di Venn

Come si può notare, nei diagrammi di Venn sono sempre indicate esplicitamente tutte le possibili combinazioni di appartenenza, mentre in quelli di Eulero le intersezioni vuote non sono usate.